# 映画 プリキュアオールスターズDX みんなともだちっ☆奇跡の全員大集合!
『映画 プリキュアオールスターズDX みんなともだちっ☆奇跡の全員大集合! 』（えいが プリキュアオールスターズデラックス みんなともだちっ きせきのぜんいんだいしゅうごう）は、2009年3月20日公開のアニメ映画。プリキュアシリーズの歴代作品のクロスオーバー作品である。シリーズにおいて過去最高の興収である10億円を達成した。
キャッチコピーは「プリキュアたち14人が夢のコラボ!!」、「力を合わせて、みんなの未来を救え!」。

## 概要
前年の『映画 Yes!プリキュア5GoGo! お菓子の国のハッピーバースディ♪』で同時上映された短編映画『ちょ〜短編 プリキュアオールスターズ GoGoドリームライブ』の内容を再編集・再構成した、長編作品としては初のオールスターズ映画である。『ふたりはプリキュア』シリーズ、『ふたりはプリキュア Splash Star』、『Yes!プリキュア5』シリーズのプリキュア9人およびシャイニールミナスとミルキィローズ、そして『フレッシュプリキュア!』のキュアピーチ、キュアベリー、キュアパインの3人を加えた延べ14人のプリキュアが世界観を超えて（統一させて）結集し、一つの敵に立ち向かうというストーリーである。本作の主な舞台は神奈川県横浜市にある横浜みなとみらい21を舞台にしている。なお、『無印』から『GoGo!』までのプリキュアは前述の短編映画で共演しているが、本作では初対面として描かれている。一方で、妖精たちはプリキュアに先駆けて全員親交があるという設定になっている。
公開当時に放映中の『フレッシュ』と前シリーズの『5/5GoGo!』を中心に物語が構成されている。また、作中では詳細に明示されていないが、スタッフの間で過去のプリキュア（『GoGo!』までの作品）は「最後のボスを倒した後」というコンセプトで話を作っている。
彼女たちをサポートしてきた妖精たちや敵として現れた怪物たちも、各作品の幹部キャラとナケワメーケを除いて総出演する。なお、途中のシーンで登場する怪物達は一部を除いてTVシリーズ中に登場したものである。また、シリーズに続編がある作品（『無印』および『5』）のプリキュアは、続編（『Max Heart』および『GoGo!』）でマイナーチェンジしたコスチュームでの登場となる。『Splash Star』からはキュアブルームとキュアイーグレットが主に登場し、派生形態のキュアブライトとキュアウィンディの出番は少なくなっている。以降のオールスターズ映画を始めとするクロスオーバー作品でも同様である。
中学生以下の入場者にはレインボーミラクルライトが配布された。
劇伴音楽はシリーズの音楽を担当してきた佐藤直紀と高梨康治が参加。また『フレッシュ』を除いて、各プリキュアのOPテーマが挿入歌として使用されている。
本作は今回だけの奇跡的なコラボレーション企画として制作が進められていたが、好調につき続編が制作されることとなった。しかし本作と次作『映画 プリキュアオールスターズDX2 希望の光☆レインボージュエルを守れ!』は製作時間に余裕がなかったという。また、次々作の『映画 プリキュアオールスターズDX3 未来にとどけ! 世界をつなぐ☆虹色の花』まで制作されたテーマが偶然それらしく合致したため、『DX』シリーズは本作を第1作とする3部作となる。なお、本作のテーマは「出会い」であり、各作品を紹介したうえで最後の大集合が盛り上がるように制作されている。前述の経緯より、以降2020年まで毎年3月（2020年のみ10月）にプリキュアシリーズのクロスオーバー映画が上映されるようになる。
プリキュアの生みの親である鷲尾天は本作でプリキュアシリーズから一度身を引いたものの、続編においても監督である大塚とともに制作相談を行っており、『DX3』までその各作品の構築に携わることとなった。

## ストーリー
ダンスコンテストに出場するために横浜みなとみらい21に向かったラブ達は、途中で道に迷ってしまう。そこへ街を飲み込む邪悪な者「フュージョン」が現れる。力を欲したフュージョンは妖精達を襲い、さらには各プリキュア達を襲う。結集したプリキュア達は力を合わせ、世界を脅かす強大な敵に立ち向かう。

## 登場キャラクター
歴代作品の登場人物は以下の通り。詳細は各作品の登場人物を参照。本項では本作における立ち位置を簡潔に紹介する。本作で再登場した怪物は横に登場話数を（）付けで表示する。
ほかにダンスコンテストの司会者役としてエド・はるみが出演しており、物語がみなとみらいを舞台としているために開国博Y150の「たねまる」も出演している。

### ふたりはプリキュア/ふたりはプリキュア Max Heart
プリキュア
「PANPAKAパン」のチョココロネを買いに行くが、そのあとムープとフープを追ってきたフュージョンが変身したザケンナーと対決する。
美墨 なぎさ（みすみ なぎさ）/ キュアブラック
声 - 本名陽子
雪城 ほのか（ゆきしろ ほのか） / キュアホワイト
声 - ゆかな
九条 ひかり（くじょう ひかり） / シャイニールミナス
声 - 田中理恵

妖精
メップル
声 - 関智一
ミップル
声 - 矢島晶子
ポルン
声 - 池澤春菜
パルミエ王国で強大な敵の存在を知り、なぎさたちに合流する。
ルルン
声 - 谷井あすか
パルミエ王国で強大な敵の存在を知り、なぎさたちに伝えにいった先で、のぞみたちと出会うことになる。

サブキャラクター
藤田 アカネ（ふじた アカネ）
声 - 藤田美歌子
のぞみたちにたこ焼きを振舞う。のぞみたちのたこやき趣味に、なぎさやほのかを思い浮かべる。
久保田 志穂（くぼた しほ）
声 - 仙台エリ
高清水 莉奈（たかしみず りな）
声 - 徳光由禾
TAKO CAFEのテラスでなぎさたちのことを、のぞみたちに話す。
美墨 亮太（みすみ りょうた）
ユリコ
藤村 省吾（ふじむら しょうご）
木俣（きまた）
加賀山 美羽（かがやまみう）
マキ
野々宮（ののみや）
ラストシーンで、ラブたちのダンスを見にやって来ている。

### ふたりはプリキュア Splash Star
プリキュア
「ナッツハウス」にアクセサリーを見に行き、危険を知らせにきたココたちと出会い、フュージョンと対決する。
日向 咲（ひゅうが さき） / キュアブルーム/キュアブライト
声 - 樹元オリエ
美翔 舞（みしょう まい） / キュアイーグレット / キュアウィンディ
声 - 榎本温子

妖精
フラッピ
声 - 山口勝平
チョッピ
声 - 松来未祐
パルミエ王国で強大な敵の存在を知り、咲たちに合流する。
ムープ
声 - 渕崎ゆり子
フープ
声 - 岡村明美
パルミエ王国で強大な敵の存在を知り、戻った先でなぎさたちと出会うことになる。

サブキャラクター
日向 沙織（ひゅうが さおり）
声 - 土井美加
日向 みのり（ひゅうが みのり）
声 - 齋藤彩夏
チョココロネをたくさん買っていったなぎさを見て、咲を重ね合わせる。
伊東 仁美（いとう ひとみ）
太田 優子（おおた ゆうこ）
OPでナッツハウスのアクセサリーを咲たちに見せ、咲たちがナッツハウスに向かうキッカケをつくる。
日向 大介（ひゅうが だいすけ）
美翔 和也（みしょう かずや）
星野 健太（ほしのけんた）
霧生 満（きりゅう みちる）
霧生 薫（きりゅう かおる）
ラストシーンでラブたちのダンスを見にきている。なお、満と薫は『SS』本編の最終回後も咲と舞ともに暮らしているが、本作を含むクロスオーバー映画作品では彼女たちとは別行動を取っている。

### Yes!プリキュア5/Yes!プリキュア5GoGo!
プリキュア
「TAKO CAFE」のチラシを見て遊びにやってくるが、ルルンの頼みに力を貸す決意をする。
夢原 のぞみ（ゆめはら のぞみ）/キュアドリーム
声 - 三瓶由布子
夏木 りん（なつき りん） / キュアルージュ
声 - 竹内順子
春日野 うらら（かすがの うらら） / キュアレモネード
声 - 伊瀬茉莉也
秋元 こまち（あきもと こまち） / キュアミント
声 - 永野愛
水無月 かれん（みなづき かれん） / キュアアクア
声 - 前田愛
ミルク / 美々野 くるみ（みみの くるみ） / ミルキィローズ
声 - 仙台エリ

妖精
ココ / 小々田 コージ（ここだ コージ）
声 - 草尾毅
ナッツ / 夏（なっつ）
声 - 入野自由
パルミエ王国で、精霊たちにレインボーミラクルライトを託そうとする。そのあと、ナッツハウスで咲たちに出会う。
シロップ
声 - 朴璐美
パルミエ王国で、レインボーミラクルライトを受け取ろうとする。そのあと、ナッツハウスで咲たちに出会う。ココ、ナッツ、ミルクとは異なり人間態の「甘井 シロー」には変身していない。

サブキャラクター
増子 美香（ますこ みか）
鷲雄 浩太（わしお こうた）
宮本 佳那子（みやもと かなこ）
ラストシーンで、ラブたちのダンスを見にやって来ている。

### フレッシュプリキュア!
プリキュア
東 せつな / キュアパッションは未登場。ダンスコンテストにやってくるが、迷っている内にフュージョンと対峙する。そのあと、シフォンとはぐれる。
桃園 ラブ（ももぞの ラブ ）/ キュアピーチ
声 - 沖佳苗
蒼乃 美希（あおの みき） / キュアベリー
声 - 喜多村英梨
山吹 祈里（やまぶき いのり） / キュアパイン
声 - 中川亜紀子

妖精
シフォン
声 - こおろぎさとみ
ダンスコンテストを見についてくるが、ラブたちが目を離した隙にタルトを追って、パルミエ王国へと出向く。
タルト
声 - 松野太紀
ダンスコンテストを見についてくるが、只ならぬフュージョンの力を見て、警告するためにパルミエ王国へ向かう。

サブキャラクター
カオルちゃん
沢 裕喜（さわ ゆうき）
御子柴 健人（みこしば けんと）
ラストシーンで、ラブたちのダンスを見にやってきている。
ミユキ
本編には登場しないものの、プリキュア5メンバーが乗っている電車に広告が掲載されているのが見える。

### 本作の敵
フュージョン
声 - 子安武人
本作品の事件の首謀者。強大な力を求めている悪意の塊。灰色の液状の身体と赤色の目が特徴。一人称は「わたし」。
基本的には冷静な性格だが、怒りの感情や欲望のつよさを顕にすることもある。また、相手の気持ちをゆさぶる精神攻撃にも長けている。
すべてを破壊して暗黒の世界をつくろうと目論み、生物がもつ個性などを「くだらない」と断言してあらゆるものを吸収し、自身の中で統一しようと考えている。
歴代の怪物であるザケンナー、ウザイナー、コワイナー、ホシイナーを吸収しており、それらの怪物に変身または増産する能力をもっている。
宇宙から横浜に落下した時点では力が足りず、当初はスライムのような状態だったが、力を求めて各地へ向けて4つに分裂し、怪物になりすましたりして歴代のプリキュアやパルミエ王国を襲撃し、その必殺技のエネルギーを吸収して前述の人型の姿に進化する。
物語中盤では、横浜一帯を闇で飲み込もうとしたが、『フレッシュプリキュア』によって阻止されるが、逆に彼女たちを取り込む。しかし、プリキュアオールスターズが結集したことで最終形態へと変貌し、彼女たちと激しい戦闘をくり広げる。最終的には、プリキュアたちの必殺技をいちどにうけて最初は余裕な態度をみせるも、プリキュアたちの強い友情の力の前に劣勢になってゆき、結果として派手にたおされて消滅した。
のちの『映画 プリキュアオールスターズDX3 未来にとどけ! 世界をつなぐ☆虹色の花』ではブラックホールに生みだされた存在であることが明かされ、『映画 プリキュアオールスターズNewStage みらいのともだち』では復活を果たして再登場する。
モチーフは、『ターミネーター2』などに登場する「T-1000」。
最終形態
高層ビルの匹敵するほどの漆黒な巨人になり、下半身は地面に埋まった姿になる。
辺り一面を吹き飛ばす光線を放出する力があり、口や手からは強力な光線を放つことができる。

#### 歴代の怪物たち
かつてプリキュアたちが倒した敵対勢力の怪物たち。いずれもフュージョンの能力によって再現された存在である。物語終盤では、過去に倒された怪物たちの姿で再現されている。
ザケンナー
声 - 滝知史
かつてドツクゾーンが使役していた怪物。
ウザイナー
声 - 渡辺英雄
かつてダークフォールが使役していた怪物。
コワイナー
声 - 桜井ちひろ
かつてナイトメアが使役していた怪物。
なお、コワイナーは初期のタイプのみ。
ホシイナー
声 - ふくまつ進紗
かつてエターナルが使役していた怪物。

### そのほか
たねまる
開国博Y150のマスコットキャラクター。
ダンスコンテストの司会者
声 - エド・はるみ
ラブたちが出場したダンスコンテストの司会者。

## レインボーミラクルライト
本作でのアイテム。劇中では単に「ミラクルライト」と言っていた。先端部にはハート型の蛍光部が有り、その蛍光部はピンク色となっている。なお観客に配れた「ミラクルライト」には、ハート状の上に、虹を模した部分が付いていた。
劇中では妖精世界のアイテムとされ、妖精世界に入り込んだフュージョンの一部を、シフォンが持っていたこれで消し去り、その後シフォンがフュージョンとプリキュアの大決戦場に現れ、ライトを（飛行中のシロップを除く）全妖精の手に転送させると、皆でライトを振ってプリキュアのパワーを回復させ、勝利へと導いた。
前作・前々作で行われた、映画プロローグでの「妖精による『ミラクルライト』の使用解説」は本作では行われてなく、代わりに劇中の「パルミエ王国での妖精会議」の席上で語られる程度となっている。そして以後のクロスオーバー映画では、『DX2』・『NewStage』・『NewStage2』・『NewStage3』では、本作同様に劇中の台詞に引用され、『DX3』に至っては全く行われなかった。しかし2016年公開の最新作『奇跡の魔法!』では、クロスオーバー映画史上初めて「プロローグ前のミラクルライトの解説」が行われた。
なお「予告編」完成前に公開された「特報」では、本ライトを「ミラクルライト3」という仮名で紹介し、正式な形状は伏せ、ミラクルライトを振る場面は、『映画 Yes!プリキュア5GoGo!』の「予告編」より流用していた。しかしこれ以降の映画の「特報」では、ミラクルライトの紹介は行われていないので、今回が唯一となった。

## スタッフ
- 製作：高橋浩（東映アニメーション）、岡田裕介（東映）、渡辺克信（朝日放送）、竹中一博（バンダイ）、篠田芳彦（アサツー ディ・ケィ）、中山晴喜（マーベラスエンターテイメント）、木下直哉（木下工務店）
- 企画：鷲尾天、西出将之
- 原作：東堂いづみ
- 脚本：村山功
- 音楽：佐藤直紀、高梨康治
- 製作担当：末竹憲
- 編集：麻生芳弘
- 録音：川崎公敬
- 音響効果：石野貴久（サウンドリンク）
- デジタル撮影監督：高橋賢司
- CGディレクター：川崎健太郎
- 色彩設計：澤田豊二
- 美術デザイン：行信三、田中里録
- 美術監督：田中里録
- キャラクターデザイン：稲上晃、川村敏江、香川久、青山充
- 作画監督：青山充
- 製作：映画 プリキュアオールスターズ製作委員会（東映アニメーション、東映、バンダイ、アサツー・ディ・ケイ、朝日放送、マーベラスエンターテイメント、木下工務店）
- アニメーション制作：ABC・東映アニメーション
- 監督：大塚隆史

## 主題歌
オープニング『キラキラkawaii!プリキュア大集合♪』
作詞：青木久美子、作曲：小杉保夫、編曲：大石憲一郎、歌：五條真由美（Project.R） with キュア・デラックス（うちやえゆか、工藤真由、宮本佳那子、茂家瑞季、林桃子）
エンディング『プリキュア、奇跡デラックス』
作詞：只野菜摘、作曲：岩崎貴文、編曲：大石憲一郎、歌：工藤真由 with キュア・デラックス（五條真由美、うちやえゆか、宮本佳那子、茂家瑞季、林桃子）

## 特別番組
『最新映画 プリキュアオールスターズのすべて 〜マックスハートからフレッシュプリキュアまで〜』
全国各局で放送された特別番組で、映画公開記念として歴代プリキュアと歴代映画が紹介された。
| 放送地域       | 放送局             | 放送日        | 放送時間           | 系列           | 備考                 |
| -------------- | ------------------ | ------------- | ------------------ | -------------- | -------------------- |
| 山口県         | 山口朝日放送       | 2009年3月14日 | 土曜 6:00 - 6:30   | テレビ朝日系列 |                      |
| 愛媛県         | 愛媛朝日テレビ     | 2009年3月14日 | 土曜 6:30 - 7:00   | テレビ朝日系列 |                      |
| 香川県・岡山県 | 瀬戸内海放送       | 2009年3月14日 | 土曜 6:45 - 7:15   | テレビ朝日系列 |                      |
| 東京都         | TOKYO MX           | 2009年3月14日 | 土曜 14:05 - 14:30 | 独立局         |                      |
| 宮城県         | 東日本放送         | 2009年3月14日 | 土曜 16:20 - 16:50 | テレビ朝日系列 |                      |
| 広島県         | 広島ホームテレビ   | 2009年3月14日 | 土曜 16:30 - 17:00 | テレビ朝日系列 |                      |
| 日本全域       | BS11               | 2009年3月14日 | 土曜 19:30 - 20:00 | BS放送         | 『アニメ+』枠        |
| 青森県         | 青森朝日放送       | 2009年3月16日 | 月曜 16:30 - 17:00 | テレビ朝日系列 |                      |
| 山形県         | 山形テレビ         | 2009年3月18日 | 水曜 14:20 - 14:50 | テレビ朝日系列 |                      |
| 石川県         | 北陸朝日放送       | 2009年3月20日 | 金曜 11:00 - 11:25 | テレビ朝日系列 |                      |
| 鳥取県・島根県 | 山陰放送           | 2009年3月20日 | 金曜 15:00 - 15:25 | TBS系列        |                      |
| 静岡県         | 静岡朝日テレビ     | 2009年3月21日 | 土曜 6:00 - 6:30   | テレビ朝日系列 |                      |
| 福岡県         | 九州朝日放送       | 2009年3月21日 | 土曜 6:00 - 6:30   | テレビ朝日系列 |                      |
| 秋田県         | 秋田朝日放送       | 2009年3月21日 | 土曜 7:00 - 7:30   | テレビ朝日系列 |                      |
| 高知県         | テレビ高知         | 2009年3月21日 | 土曜 17:00 - 17:30 | TBS系列        |                      |
| 富山県         | チューリップテレビ | 2009年3月22日 | 日曜 5:45 - 6:15   | TBS系列        |                      |
| 北海道         | 北海道テレビ       | 2009年3月22日 | 日曜 6:30 - 7:00   | テレビ朝日系列 |                      |
| 岩手県         | 岩手朝日テレビ     | 2009年3月22日 | 日曜 6:30 - 7:00   | テレビ朝日系列 |                      |
| 長野県         | 長野朝日放送       | 2009年3月22日 | 日曜 6:30 - 7:00   | テレビ朝日系列 |                      |
| 福島県         | 福島放送           | 2009年3月23日 | 月曜 10:55 - 11:25 | テレビ朝日系列 |                      |
| 神奈川県       | tvk                | 2009年3月23日 | 月曜 16:30 - 16:55 | 独立局         |                      |
| 近畿広域圏     | 朝日放送           | 2009年3月25日 | 水曜 10:24 - 10:53 | テレビ朝日系列 | 『子供アニメ大会』内 |
| 中京広域圏     | メ〜テレ           | 2009年3月26日 | 木曜 9:57 - 10:26  | テレビ朝日系列 |                      |
| 山梨県         | テレビ山梨         | 2009年3月27日 | 金曜 10:20 - 10:50 | TBS系列        |                      |
| 熊本県         | 熊本朝日放送       | 2009年3月28日 | 土曜 6:45 - 7:15   | テレビ朝日系列 |                      |
| 新潟県         | 新潟テレビ21       | 2009年3月29日 | 日曜 5:20 - 5:50   | テレビ朝日系列 |                      |
| 埼玉県         | テレ玉             | 2009年3月29日 | 日曜 18:30 - 19:00 | 独立局         |                      |
| 福井県         | 福井テレビ         | 2009年3月30日 | 月曜 15:05 - 15:35 | フジテレビ系列 |                      |
| 大分県         | 大分朝日放送       | 2009年4月1日  | 水曜 5:20 - 5:50   | テレビ朝日系列 |                      |
| 鹿児島県       | 鹿児島放送         | 2009年4月4日  | 土曜 6:30 - 7:00   | テレビ朝日系列 |                      |
| 長崎県         | 長崎文化放送       | 2009年4月5日  | 日曜 6:30 - 7:00   | テレビ朝日系列 |                      |

## 本作にまつわるエピソード
本作は多くの声優が出演しているにもかかわらず、出演者全員のスケジュールが奇跡的に合ったため、全員揃った状態で収録が行われた。スタジオでは多数の出演者が四本のマイクを使用してアフレコを行っていたため、マイクの争奪戦になったうえ、人口密度からスタジオの酸素が薄くなったと出演者達が苦労話を語っている。また、プリキュアとパートナーの小動物達は交代しながら収録した。
鷲尾曰く「シリーズ作品が移り変わると各シリーズのキャスト間の関係がギクシャクすることがある」という。が、全シリーズの出演者が入り乱れた状況で収録が行われた本作品では、そういったことはなく、むしろなぎさ・ほのか役の本名とゆかなは、各々のキャラクターにちなみ、立ち位置の近い後継作品の出演者を「ブラック家族」「ホワイト家族」と称して交友を深めるようになった。また、本作品をキッカケに、Splash Star参加者のみで行われていた『よにんでSUPER☆TEUCHI☆LIVE』に、5の出演者が参加し、『みんなでSUPER☆TEUCHI☆LIVE〜Friend×Friend〜』というタイトルとなった。収録後の簡単な打ち上げで、出演者はそれぞれ涙ぐみながら挨拶したという。
本作の所々には、本編をオマージュしたシーンが節々に使われている。例としてなぎさの頭にメップルが直撃（無印第1話など）する。着地に失敗するフラッピとチョッピ（Splash Star第1話、台詞もほぼ同じ）などがある。

## 関連商品

### シングルCD
- 『映画プリキュアオールスターズDX みんなともだちっ☆奇跡の全員大集合!』主題歌 キラキラkawaii!プリキュア大集合♪ / プリキュア、奇跡デラックス（初回限定封入2009年3月18日発売）MJCD-23063

### サウンドトラック
- 『映画プリキュアオールスターズDX みんなともだちっ☆奇跡の全員大集合!♪ オリジナル・サウンドトラック』（2009年4月3日発売、MJCD-20161）
主題歌および劇中で使用されたBGM・挿入歌を収録。マーベラスエンターテイメントから発売。作曲が佐藤直紀のものはほとんどが過去シリーズの音源の流用である。

### DVD・Blu-ray
- 初回生産限定版（2009年7月15日発売 DVD1枚・片面2層 ポニーキャニオン）PCBX-51226
- 通常版（2009年7月15日発売 DVD1枚・片面2層 ポニーキャニオン）PCBX-51227
初期出荷分には音声不具合が存在することが判明し、販売元が無償交換に応じることになった[8]。
- Blu-ray版（2010年12月15日発売 Blu-ray1枚・片面1層 ポニーキャニオン）PCXX-50049
- BD-BOX（2013年3月20日発売、BD2枚組、ポニーキャニオン）PCXX-60006
オールスターズDXシリーズ3部作をまとめたボックスセット。新規の映像特典として本名陽子、樹元オリエ、三瓶由布子、中川亜紀子、水樹奈々、小清水亜美による声優座談会と『ちょ〜短編 プリキュアオールスターズ GoGoドリームライブ』を収録、また映画本編には鷲尾天と大塚隆史によるオーディオコメンタリーが音声特典として収録されている。

### フィルムコミック
- アニメコミック「映画 プリキュアオールスターズDX みんなともだちっ☆奇跡の全員大集合!」（2009年6月5日 初版発売 一迅社）
本作のフィルムを再編集して漫画化した。
冒頭の「登場人物紹介」ではプリキュア14名と妖精を紹介[注 11]、フュージョン・怪物たち・歴代脇役（アカネ・志穂・みのりなど）・「司会者」（エド・はるみ）は紹介されない。またミルクは、妖精態とミルキィローズを合わせて紹介し、ココ・ナッツ・シロップの人間態（コージ・夏・シロー）は紹介されない。
OP・ED・エピローグ（記念撮影）は全て省かれ、本編でも一部の場面（妖精の国でのコージ・夏の入場など）が省かれた。

## ネット配信
- YouTubeの「プリキュア公式YouTubeチャンネル」より、2020年3月27日18:00から同年4月3日17:59まで、本作・『映画 Yes!プリキュア5 鏡の国のミラクル大冒険!』・『映画 Yes!プリキュア5GoGo! お菓子の国のハッピーバースディ♪』[注 12]の計3本が期間限定無料配信された[9]。